# Lalgaye (département)
Pour le village chef-lieu, voir Lalgaye.
Lalgaye est un département et une commune rurale de la province du Koulpélogo, situé dans la région du Centre-Est au Burkina Faso.
En 2006, le département comptait 15 101 habitants.

## Villages
Le département et la commune rurale de Lalgaye est composé administrativement de quinze villages, dont le village chef-lieu homonyme (populations consolidées en 2012, issues du recensement général de 2006) :
- Dibli (1 527 habitants)
- Gouli (401 habitants)
- Guini (590 habitants)
- Kiéblin (390 habitants)
- Kimzim (727 habitants)
- Lalgaye (2 735 habitants), chef-lieu
- Lalgaye-Yarcé (394 habitants)
- Nassièga (1 279 habitants)
- Pihitenga (609 habitants)
- Paoré (364 habitants)
- Pissiongo (267 habitants)
- Sablogo (999 habitants)
- Tensobentenga (2 056 habitants)
- Tiguétin (824 habitants)
- Yalgo (1 939 habitants)